# Múnia roig
El múnia roig (Amandava amandava) és un moixó de la família dels estríldids (Estrildidae) que habita de manera natural en la zona indomalaia. S'ha utilitzat profusament com ocell de gàbia pel vistós color del mascle en l'època de reproducció, el que ha afavorit la seva introducció a molts països.

## Morfologia
- Petit ocell que fa uns 9,5 cm de llargària i uns 14 cm d'envergadura.
- Cua arrodonida negra i bec roig, més apagat en la femella.
- El mascle en època de reproducció és d'un color general vermell carmí, amb petites taques blanques al pit, flancs i gropa. Ales marró i ventre marró fosc.
- La femella i el mascle fora d'època de reproducció són d'un color marró per sobre i molt més clars per sota. Gropa vermella. Ull travessat per una banda fosca.
- El jove és similar a la femella però la gropa és marró.[2][3]

## Hàbitat i distribució
Habita aiguamolls amb joncs, praderies, garrigues i terres de conreu al Pakistan i Índia fins als límits de l'Himàlaia, el Nepal i Bangladesh, sud de la Xina, Indoxina, Java i les illes menors de la Sonda des de Bali fins a l'illa de Timor i Roti. S'han introduït en molts llocs, com ara el Nord d'Egipte, Aràbia, Filipines, Hawaii, Mèxic, Puerto Rico i algunes zones del sud d'Europa, incloent els Països Catalans.

## Alimentació
S'alimenten principalment de llavors entre l'herba, però també d'insectes com ara els tèrmits, quan els tenen a l'abast.

## Reproducció
La temporada de cria va de Juliol a Novembre. Amb tires d'herba construeixen un niu globular amb entrada lateral, entre la vegetació o encara a terra. La niuada usual és de 5 - 7 ous blancs, que coven durant 13 dies. Els pollets romanen al niu 18 – 20 dies.

## Llista de subespècies
Se n'han descrit tres subespècies:
- Amandava amandava amandava (Linnaeus, 1758). Índia, Pakistan, Bangladesh i Nepal.
- Amandava amandava flavidiventris (Wallace, 1864). Sud-oest de la Xina i part occidental d'Indoxina, a més de les illes menors de la Sonda.
- Amandava amandava punicea (Horsfield, 1821). Sud-est de la Xina i part oriental d'Indoxina, a més de Java i Bali.